# أنتيجون (مسرحية)
أنتيجون (بالفرنسية: Antigone)‏ هي مسرحية من فصلٍ واحد من تأليف جان أنويه نُشرت لأول مرة في مسرح الأتوليي في باريس في 4 فبراير 1944، أثناء الاحتلال الألماني في عرض مسرحي ومجموعات وأزياء لأندريه بارساك. عدد صفحات الرواية هي 128 صفحة.